# Tobias trituberculatus
Tobias trituberculatus is een spinnensoort in de taxonomische indeling van de krabspinnen (Thomisidae).
Het dier behoort tot het geslacht Tobias. De wetenschappelijke naam van de soort werd voor het eerst geldig gepubliceerd in 1872 door Władysław Taczanowski.